# Banjarsari (Gabus)
Banjarsari is een bestuurslaag in het regentschap Pati van de provincie Midden-Java, Indonesië. Banjarsari telt 2000 inwoners (volkstelling 2010).